# 도리사 사적
도리사사적(桃李寺事蹟)은 구미시 해평면 냉산에 있는 도리사의 사적과 그 창건자인 아도의 행장록(行狀綠)이다. 목판본이며, 1권 1책이다. 인조 17년(1639년) 영희(寧熙)라는 승려가 썼다.
책의 첫머리에는 “아도화상(阿度和尙)사적비”의 비문을 실었고, 아도가 어머니 고씨(高氏)를 따라 출가, 승려가 된 내력과 눌지왕(訥祗王) 때 신라에서 불교를 포교하였다는 내용이 있다. 그 후 소지왕의 외동딸의 병을 고쳐주는 등 영험을 보여 왕에게 사찰을 짓게 하였는데, 겨울에도 눈 속에 5색 복숭아꽃과 배꽃이 만발하였으므로 절 이름을 도리사라고 하였다고 한다. 또 험준한 곳에 있는 금수굴(金水屈)에서 혼자 죽었을 때의 일화 등도 기록 되었다. 말미에는 『신라본기(新羅本紀)』 『계림고기(鷄林古記)』 등에 의거하여 부속암자 및 탑·비·굴 등의 위치와 형태, 또 명사들의 도리사와 관련한 시문(詩文) 등을 적었다.